# Diverticul Meckel
|  | Vedeți: Indicații! |

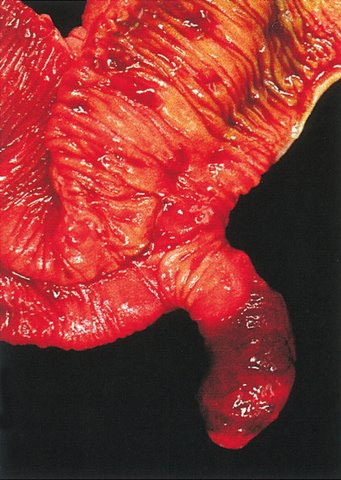
Diverticulul Meckel

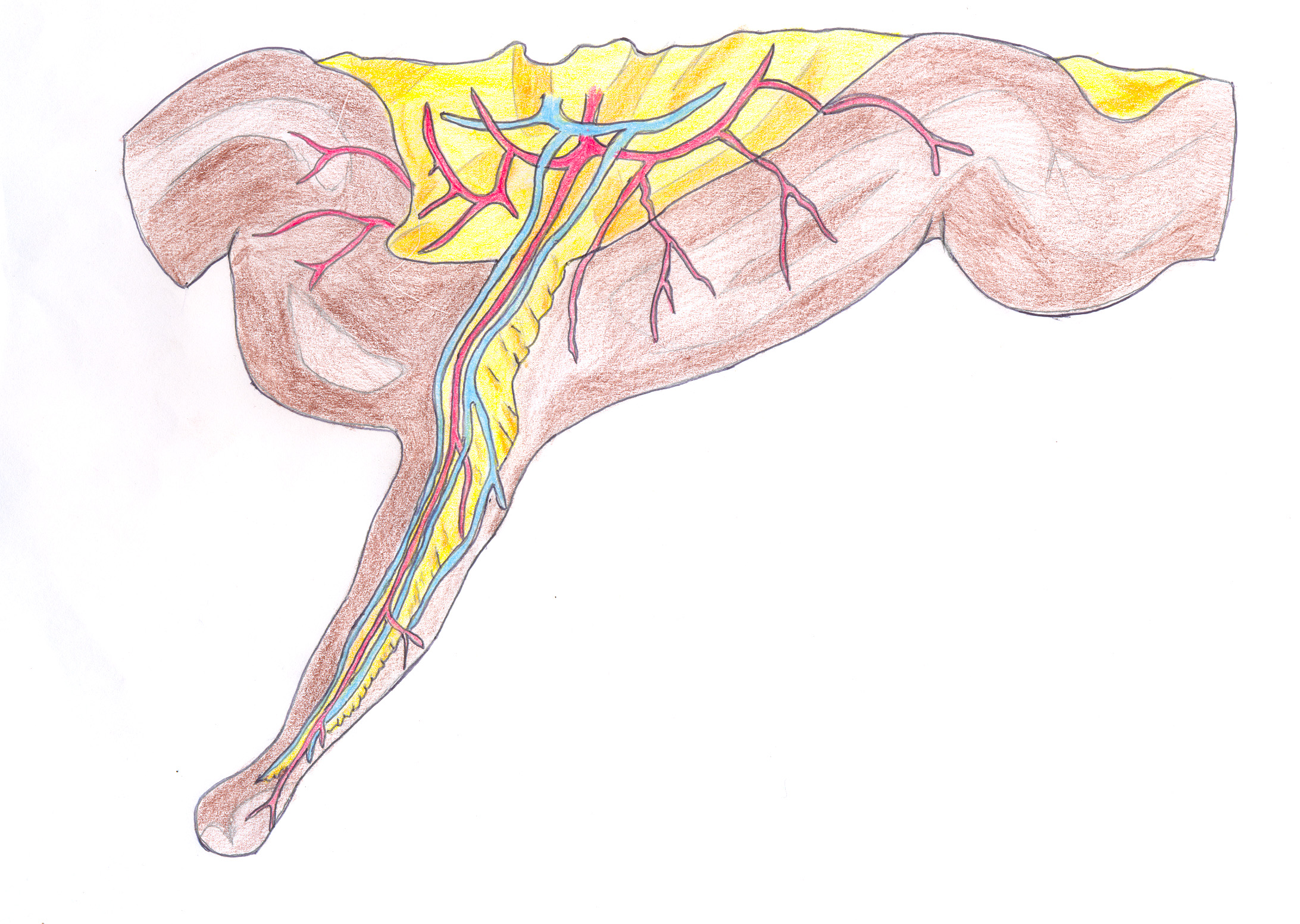
Diverticulul Meckel desenat de Raziel

Diverticulul Meckel reprezintă un vestigiu embrional care se menține uneori și la adult, ca o formațiune „în deget de mănușă” („fund de sac”) localizată pe marginea antimezostenică (antimezenterică) a ileonului terminal, lângă cecum, în locul unde artera mezenterică superioară dă ramurile terminale. Importanța medicală a acestei anomalii este în potențialul ei de a se ulcera și sângera și ca sursă de complicații.

## Istorie
Deși prima menționare a acestui diverticul datează din sec. al XVI-lea, fiid atribuită lui Fabricius Hildanus originea embriologică a acestei anomalii a fost descrisă de către medicul german Johan F. Meckel „cel tânăr” (1781 - 1833), anatomist comparativ și embriolog, de al cărui nume se leagă și «cartilagiul Meckel», «sindromul Meckel», «sindromul Meckel-Gruber», etc. El era fiul unui celebru anatomist și obstetrician, Johan F. Meckel „bătrânul” (1714 - 1774), care descrisese și el, «banda Meckel», «cavitatea Meckel», «ganglionul Meckel», «ligamentul Meckel», «spațiul Meckel», etc..

## Localizare
Localizat la 70-100 cm proximal de cec, cu frecvența de 0,3-3% reprezintă o formațiune „în deget de mănușă” de dimensiune variabilă, cu lungimea de 4-10 cm. El provine dintr-o anomalie involutivă a canalului omfalo-mezenteric -- se obliterează doar segmentul ombilical al canalului, iar cel distal rămâne deschis.
Acest diverticul se poate prezenta sub 2 forme:
- liberă;
- fixată la ombilic, mezenter sau ileon, printr-un cordon fibros (vestigii de vase omfalo-mezenterice sau bride inflamatorii) ce continuă extremitatea sa liberă.

### Vascularizare
Diverticulul Meckel este irigat de ramuri din artera mezenterică superioară (rar are mezou).

### Structura histologică
Este similară peretelui intestinal, cu formații limfoide rare. În 1/3 din cazuri conține insule de țesut heterotopic: gastric, duodenal, jejunal, pancreatic sau colic.

## Patologia
Cel mai frecvent „mută” clinic, fiind descoperită întâmplător intraoperator sau la necropsie, 
anomalia de involuție a canalului omfalo-mezenteric poate da naștere la afecțiuni congenitale ale intestinului subțire, ulcer diverticular, sângerări, diverticulită, ocluzie intestinală, hernii (herniile Littre), neoformații (cancere).

#### Ulcerul diverticululuiMeckel
Este mai frecvent la bărbații sub 20 de ani. Ulcerația, de obicei mică, plană, cu margini netede, regulate se localizează la baza diverticulului, în zona de contact a mucoasei heterotopice (gastrice sau duodenale) cu mucoasa de tip intestinal.

##### Semnele clinice
- Dureri abdominale. Durerea apare sub formă de crampe, fără orar precis, uneori ritmate de mese, în zone variabile, frecvent periombilicală, hipogastrică, neînsoțită de febră. Uneori durerea iradiază în fosa iliacă dreaptă sau epigastru. (Diagnostic diferențial cu apendicita acută).
- Hemoragia digestivă inferioară: melenă – când sângerarea este de intensitate moderată și sângele are timp să fie digerat; rectoragii – când hemoragia e de intensitate mare. În ambele cazuri, sângerările pot duce la anemii importante (hemoragia cu caracter "capricios și repetitiv" – apărută la copil sau adolescent).
- Mai pot apărea grețuri, vărsături, alternanță de diaree – constipație.

##### Examen clinic
Diagnosticul este dificil, o colonoscopie executată corect putând fi relevantă. Uneori o masă tumorală periombilicală sau anomalii morfologice la nivelul ombilicului sugerează existența diverticulului Meckel.

##### Evoluție și complicații
Ulcerul diverticular se poate complica cu hemoragii grave ce pot duce la șoc hemoragic, perforații.

##### Tratament
Extirpare chirurgicală (diverticulectomie sau enterectomie segmentară).

#### Diverticulita
Diverticulita este un proces inflamator cu caracter acut sau subacut, asemănător clinic și anatomo-patologic cu apendicita acută.

##### Examen clinic
Simptomatologia e asemănătoare cu cea a apendicitei acute:
- Durere -- localizată mai frecvent periombilical, dar poate fi localizată și în fosa iliacă dreaptă, hipogastru; durere la palpare cu sau fără apărare musculară.
- Febră 38-38,5°C.
- Leucocitoză.

##### Morfopatologie
S-au descris 3 forme: catarală, flegmonoasă și gangrenoasă.

##### Evoluție
Evoluția este asemănătoare cu a apendicitei acute.
Complicații: perforație cu peritonită localizată sau generalizată, plastron.

##### Diagnostic
- Examenul clinic este dificil. O colonoscopie bine efectuată, dacă starea clinică a pacientului o permite, poate fi relevantă.
- Diagnostic intraoperator – cu ocazia laparotomiei efectuate pentru un abdomen acut. Aspectul normal al apendicelui și chiar situațiile când aspectul apendicelui justifică simptomatologia – impune explorarea sistematică a ileonului terminal!

##### Tratament
Se recomandă intervenția chirurgicală:
- diverticulectomie simplă (ligatura la bază și rezecția diverticulului,
- diverticulectomie cu rezecție cuneiformă a bazei de implantare și enterorafie (sutură a unei plăgi intestinale) sau enterectomia segmentului purtător de diverticul cu enteroenteroanastomoză.

Excepție: Plastronul – beneficiază de aceeași atitudine ca și plastronul apendicular.

#### Ocluzia intestinală
Este cel mai frecvent accident meckelian și constitue 3-5% din ocluzii în general. Apare frecvent la adolescent și adultul tânăr și se instalează frecvent după mai multe episoade inflamatorii diverticulare cu evoluție subacută, care au format aderențe (bride complexe diverticulo-viscerale).

##### Etiopatogenie
- Ocluzii mecanice: 
  - ocluzia prin strangulare -- diverticul lung se înfășoară ca un lasou în jurul unei anse intestinale, realizând „nodul diverticular”,
  - prin cordonul fibros ce pornește din vârful diverticulului și se fixează la ombilic sau la baza mezenterului,
  - prin bride aderențiale,
  - prin volvulus - prin torsiunea unui diverticul Meckel lung în jurul axului propriu, cu, sau fără antrenarea ansei purtătoare (ansa purtătoare necesită enterectomie),
  - prin invaginație - prin invaginarea în deget de mănușă în interiorul intestinului, inițial numai a diverticulului Meckel, ulterior antrenând invaginația ileo-ileală sau ileo-colică (necesită enterectomie).

- Ocluziile funcționale apar prin ileus paralitic, însoțind o diverticulită acută sau peritonită localizată sau difuză – mult mai rare.

##### Semnele clinice
Simptomatologia este de abdomen acut, asemănătoare ocluziei intestinale. Nu există semne caracteristice, clinice sau radiologice, care să indice originea diverticulară deci, diagnosticul va fi intraoperator.
Indicația chirurgicală: Sindrom ocluziv.

##### Tratamentul
Va fi chirurgical-urgent, cu secționare de bride, devolvulare, dezinvaginare, diverticulectomie cu sau fără enterectomie segmentară.

#### Herniile meckeliene (hernii Littre)
Diverticulul Meckel singur, sau însoțit de ansa purtătoare, poate ajunge în sacul herniar (inghinal, femural, ombilical). Poate fi liber sau fixat.
- Semnul cordonului dublu: se poate simți ca un al doilea cordon în sacul scrotal (pe lângă cordonul spermatic).

Este posibilă strangularea sau procese de diverticulită acută în interiorul sacului scrotal.

##### Diagnosticul
Aproape întotdeauna este intraoperator.

##### Tratament
Rezolvarea chirurgicală a herniei și diverticulectomie cu sau fără enterectomie segmentară a diverticulului Meckel (se obliterează doar segmentul ombilical al canalului, cel distal rămâne pe loc), a fistulei ombilicale congenitale (când persistă întregul canal), a unor tumori solide sau chistice (persistă doar segmentul median al canalului).

#### Neoformațiile (cancerele)
Sunt rare și cuprind toate tipurile de tumori intestinale:
- tumori benigne: lipoame, mioame, fibroame, neurofibroame, angioame, leiomioame, adenoame;
- tumori maligne: carcinoame, sarcoame.

##### Diagnosticul
Este intraoperator cu ocazia complicațiilor: hemoragie, perforație, ocluzie.

##### Tratament
Este chirurgical: diverticulectomie simplă sau cu rezecție cuneiformă a bazei de implantare și enterorafie sau enterectomie segmentară .